# Alexandra Croak
Alexandra Croak, conosciuta più semplicemente come Alex Croak, (Sydney, 9 luglio 1984), è una ginnasta e tuffatrice australiana.
Ha vinto la medaglia d'argento ai Campionati mondiali di nuoto di Shanghai 2011 nel concorso dei piattaforma 10 m sincro, gareggiando in coppia con Melissa Wu.

## Palmarès

### Ginnasitca artistica
- Giochi del Commonwealth

Manchester 2002: oro nella gara a squadre; argento nel volteggio

### Tuffi
- Campionati mondiali di nuoto

Shanghai 2011: argento nella piattaforma 10 m sincro.
- Giochi del Commonwealth

Melbourne 2006: argento nella piattaforma 10 m sincro.
Delhi 2010: oro nella piattaforma 10 m sincro; bronzo nella piattaforma 10 m individuale.